# Suchożebry
Suchożebry is een dorp in de Poolse woiwodschap Mazovië. De plaats maakt deel uit van de gemeente Suchożebry en telt 586 inwoners.

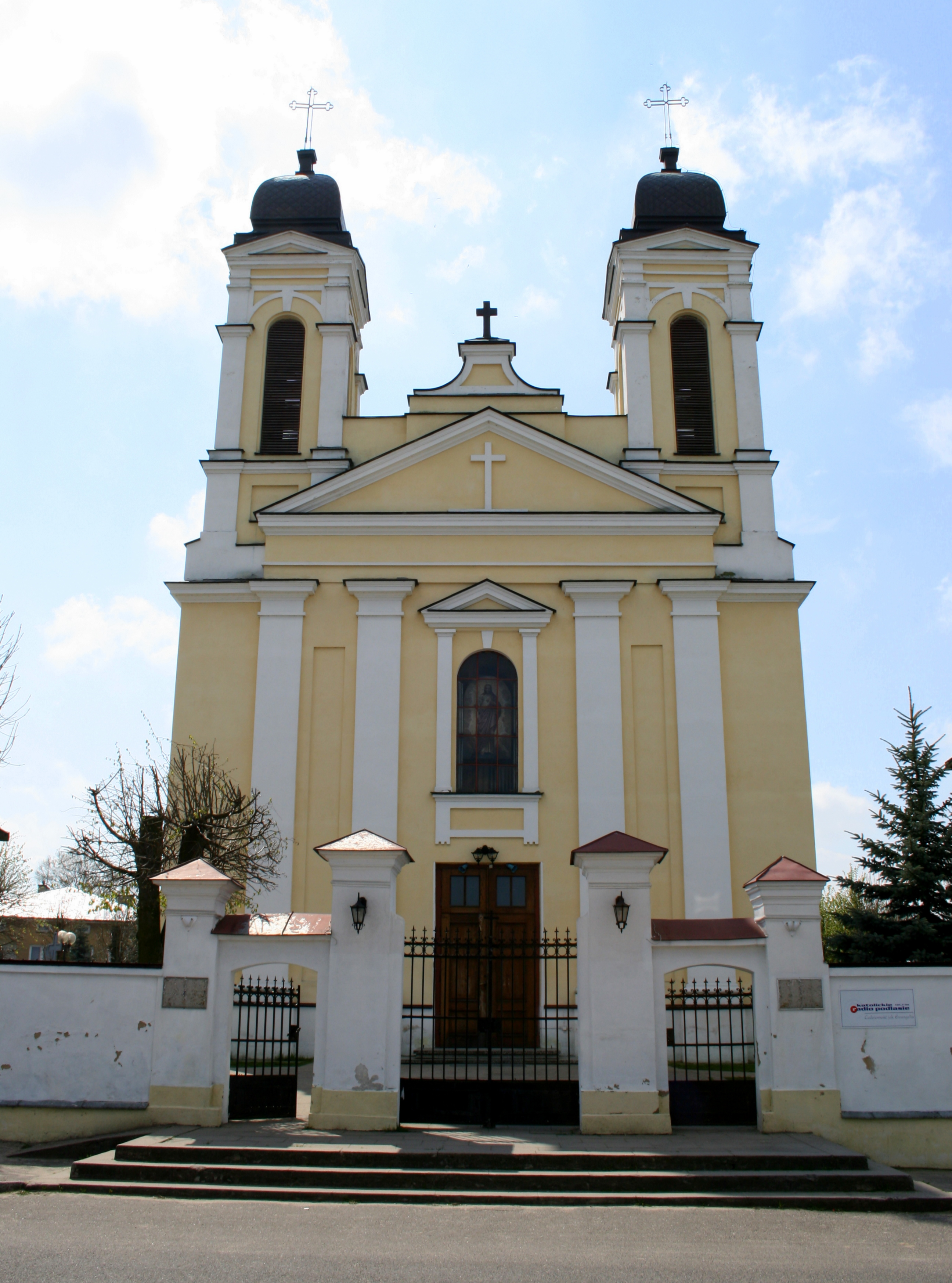
Kerk

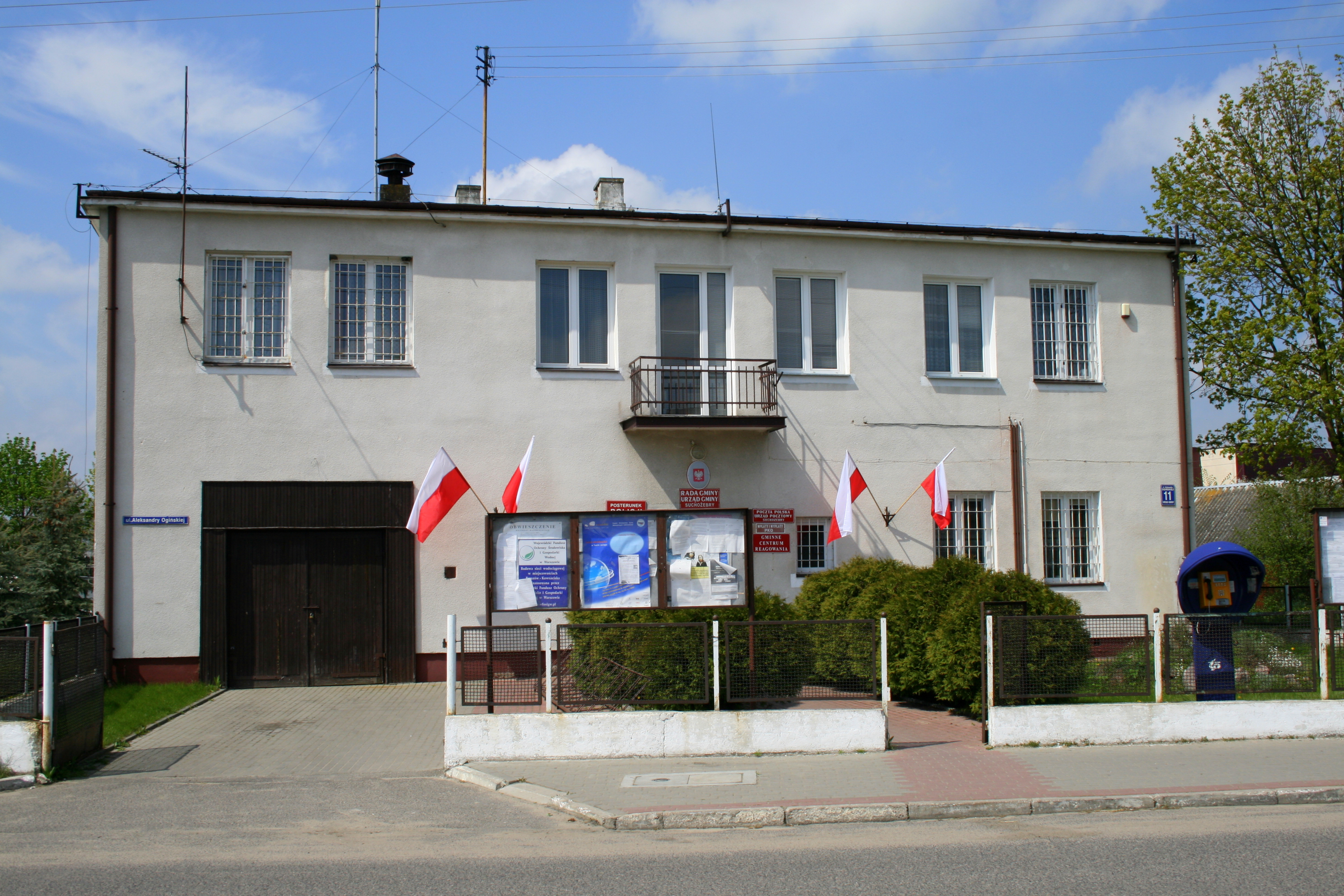
Gemeente Suchożebry